# Szombati-Szabó István
Szombati-Szabó István (Debrecen, 1888. január 1. – Budapest, 1934. július 3.) magyar költő, műfordító, a kisebbségbe került magyarság jeles képviselője.

## Életpályája
A Debreceni Református Kollégium végezte középiskolai tanulmányait (1906–10). Első verse még középiskolás korában Kiss József lapjában, A Hétben jelent meg 1906-ban A pók címmel. Akkori eszményképe távoli rokona, Szabolcska Mihály volt: az ő, valamint Farkas Imre hatása érződik a főiskolai lapokban közölt versein. A Debreceni Református Teológiai Akadémián, majd 1912–13-ban Edinburgh-ban és Aberdeenben folytatta teológiai tanulmányait. Közben 1906–1909 között a Theologus Közlöny belső munkatársa. A skót egyházról írt Kacagó istentisztelet c. cikke felháborította a debrecenieket, a református egyház részéről ért támadásokra válaszul azonban a költő a Nyugatban megjelentette Májusi hozsánna c. versét, amely egy pogány imádság a Miatyánk formájára. Később, első kötetének megjelenésekor Tóth Árpád vette védelmébe: „Legrokonszenvesebbek nekem – írja – Szombati-Szabó István versei. Így, ahogy vannak, dagályosak, cifrák, Ady-szerűek, Oláh Gábor-akarásúak, de találunk bennük szép és erős sorokat” (Nyugat, 1909. I. 508–509).
Húszévesen már kötete jelent meg, de csak második kötetében jegyezte el magát a modernekkel. Segédlelkészként parókiáról parókiára vándorolt (Feketetót, Hódmezővásárhely, Makó, Hegyközpályi, Tiszasas, Mezőtelegd). Ám alig tette le a nagypapi vizsgát, felfüggesztették állásából, mert Jánosi Zoltánnal az ún. keresztyén szocializmus elvét vallotta. Válságos korszak következett életében, papi hivatását is abba akarta hagyni. Az első világháború idején többször jelentkezett tábori lelkésznek, végigjárta a hátországokat, a frontokat; prédikációs kötetet is kiadott, amelyben a humánum nevében tiltakozott a háború ellen.
Leszerelése után Resicabányán, majd Lugoson lelkész. A háború alatt írt verseit később a Magyar Szó, Keleti Újság, Napkelet, Pásztortűz közölte. Újabb verseinek téma- és élményváltozása 1922-ben megjelent Életem c. kötetében tükröződik. Ennek első részét a Széfaciklus szerelmes versei teszik ki, ezzel a nála megszokott, áradó jelzőkkel túlzsúfolt, szecessziós ajánlással: „Szóljanak ezek a régen kilobbant lángok Széfának, a fehér arcú bosnyák asszonynak emlékére, aki a háború embertépő gerebenjében széttépett élet-hitemet és élet-vágyamat… nékem visszaadta.” A Széfa-ciklusra utalva írta Reményik Sándor: „Ennek a poézisnak annyira lényege a hasonlatmondás, hogy már visszaélésnek nevezhető a költészet más, éppoly fontos, sőt még fontosabb elemeinek rovására” (Pásztortűz, 1923/2. 54–55).
Az első világháborút követően az erdélyi magyarságra rászakadt új helyzetben Szombati-Szabó István bekapcsolódott a közéletbe is: az Országos Magyar Párt szervezője, a Károli Gáspár Irodalmi Társaság igazgatósági tagja, a Reformátusok Lapja társszerkesztője, a Napkelet főmunkatársa (1920–30), helyi tudósításai a Brassói Lapokban is megjelentek. Tagja volt a temesvári Arany János Társaságnak, a marosvásárhelyi Kemény Zsigmond Társaságnak, a Helikoni közösségnek, 1933-ban viszont csatlakozott a Helikon belső ellenzékeként létrejött Erdélyi Magyar Írói Rendhez. Közben japán költőkből fordít, feltehetően német közvetítéssel (Régi japán költők. Fordítások a VIII–X. század japán lírájából. Lugos, 1923).
1922-ben Beszélgetés hervadt őszi kerttel c. verséért államellenes izgatással vádolták, végül tíz hónapig tartó bírósági hercehurca után felmentették. Pályájának egy kései értékelője szerint „…ha valaki, ő igazán alkalmas volt arra: kifejezni a kisebbségi sorsot. Egyéni élete is úgy alakult: egy magasabb kultúrájú, szélesebb látókörű vidékről került az ország elmaradottságáról híres, európai kultúrától távol eső részébe, a magyar Balkánra. Vallásos verseiben is egyéni sorsára a bibliai alakokban ismer rá” (Szabó Sándor Géza: Szombati-Szabó István pályaképe. Debrecen, 1974). Ebben az időben fordítja le angolból a Vallási Kisebbségi Jogok Amerikai Nagybizottsága megbízásából a Vallási kisebbségek Erdélyben c. könyvet (Lugos, 1925). 1924-ben újabb verskötete jelenik meg Lavinák éneke címmel. A fogadtatás vegyes: Reményik Sándor „poéta-testvér”-ének nevezi, szerinte „…az alföldi származású Szombati-Szabó István ebben a kötetében nőtt hozzá teljesen az erdélyi sorshoz… Művészi egyensúlyát és teljességét is ebben a kötetében találta meg…” Kristóf György ezzel szemben kifogásolja, hogy „…könnyen alkot, túlságosan termékeny” s azt ajánlja neki, „válogasson módszeresebben, legyen önkontrollja, tömörítsen” (Az erdélyi magyar irodalom múltja és jövője. Kolozsvár, 1924. 263–264). Szombati-Szabó István azonban visszavonul, az amerikai néger költő, Langston Hughes verseiből fordít, egyébként hallgatásba merül, s csak halála után kerül elő hagyatékából az a mintegy harminc vers, amelyeket más, korábban publikált költeményeivel együtt, Hazajáró lélek címmel az Erdélyi Magyar Írói Rend ad ki, Tabéry Géza és Debreczeni István tanulmányaival. Ennek ismeretében Dsida Jenő így értékeli költészetét: „…csupa kép- és hasonlathalmozás, mintha a fiatal költő sohasem tudna betelni ízes, sokszor ódon nyomatú szavainak jóságával és szépségével. Valami biblikus reminiszcencia, gondolatritmusos, litániaszerű monoton mormogás is végigvonul ezeken a különös verseken.” És alább így ír: Szombati-Szabó István „Csokonai és Ady magyarságát hozta magával útravalóul a megváltozott Erdélybe. Erdő, erdő, kerekerdő c. verse, melyet még 1913-ban Skóciában írt, az Ady borúlátó … próféciáira üt… Nekibúsult, kemény kálvinista magyarsága kalendáriumos rigmusokban mond Szent István-napi köszöntőt minden magyarokra. Erdélyből rajongó szóval sír vissza a gémeskútra, villásszarvú ökrökkel népes tengersík vidékre” (Erdélyi Helikon, 1934. 759–761).
Versei közül Henn Béla, Mikes Marcell, Zeno Vancea és Willer József többet is megzenésített.
Összes verseit – a hagyatékában maradtakkal együtt – és egyháztörténeti vonatkozású dolgozatait lugosi lelkipásztor-utódja, Higyed István adta ki, ugyanő monográfiát is szentelt életművének.

## Művei
- Pirkadatkor (versek, Debrecen, 1908);
- Szomorú füzek alján (versek, Nagy Ferenccel és Simonka Györggyel, Debrecen, 1909);
- A halál parkja (versek, Budapest, 1915);
- A halál szérűjén (imádságok hősi halált halt katonák koporsója felett, uo. 1916);
- Éljen a király (harctéri beszéd királykoronázáskor, Debrecen 1917);
- Ó, seregek Istene (egyházi beszédek és imádságok háború idején, Budapest, 1917);
- Életem (versek, Kolozsvár, 1922);
- Régi japán költők (fordítások a VIII–X. század japán lírájából, Kolozsvár, 1923);
- Lavinák éneke. I–II. (versek, Lugos 1924–25);
- Hazajáró lélek (versek, Nagyvárad, 1935);
- Összegyűjtött versek (sajtó alá rendezte és bevezető tanulmánnyal ellátta Higyed István, Temesvár, 2003);
- Hátrahagyott írások (a függelékben egyháztörténeti dolgozataival. Sajtó alá rendezte Higyed István, Temesvár, 2005).